# Lenguas ao
Las lenguas ao son un prequeño grupo filogenético de lenguas tibetano-birmanas habladas por los ao naga de Nagaland en el noreste de India.

## Clasificación
Tradicionalmente las lenguas ao se agruparon dentro de la agrupación geográfica "lenguas naga", pero existen dudas de que dichas lenguas formen realmente un grupo filogenético dentro del tibetano-birmano, por lo que actualmente  se suelen clasifican como una lengua independiente dentro de la familia tibetano-birmana, pendiente de la clarificación de las relaciones interna en dicha subfamilia.

### Lenguas de la familia
Comúnmente se han identificado seis lenguas ao diferentes:
- Chungli Ao
- Mongsen Ao
- Sangtam (Thukumi)
- Yimchungrü (Yachumi)
- Lotha (Lhota)

más unas cuantas vairedades adicionales poco conocidas denominadas "dilectos" pero que una investigación más profunda podría revelar que se trata de lenguas independientes.

## Comparación léxica
Los numerales en diferentes lenguas ao son:
| GLOSA | Ao mongsen | Ao chungli | Sangtam (Lophomi) | Lotha | Yimg- chungru | PROTO- AO |
| ----- | ---------- | ---------- | ----------------- | ----- | ------------- | --------- |
| '1'   | kà         | ákə̀t       | kʰe / kʰürü       | ēkʰá  | kʰlaŋ         | *(ə-)kʰa- |
| '2'   | ànà        | ánə̀t       | aɲü               | ēnì   | məniə         | *ə-ni(t)  |
| '3'   | àsə̄m       | āsam       | asaŋ              | ētʰə̀m | məsəm         | *ə-sam    |
| '4'   | pə̀zɰ̄       | pə̄lī       | müʒü              | mēʒə̀  | pəyə          | *b-li     |
| '5'   | pùŋū       | pə̄lī       | müŋa              | mūŋò  | pəŋə          | *b-ŋa     |
| '6'   | tə́rúk      | tə́rúk      | tʰüro             | tīrók | tʰerʊk        | *t-ruk    |
| '7'   | tə́nə́t      | tʰə́ní      | tʰüɲe             | tíyìŋ | tʰəɲə         | *t-ni(t)  |
| '8'   | tí         | tsʰə́ní     | ke                | tīzà  | tʰəza         | *t-za     |
| '9'   | túkú       | tʰə́kú      | tüku              | tōkù  | tʰəkʰʊ        | *t-ku     |
| '10'  | tə̀r̄        | tʰə́rā      | tʰüre             | tárò  | tʰərə         | *t-rə     |